# Thermomètre à résistance de platine

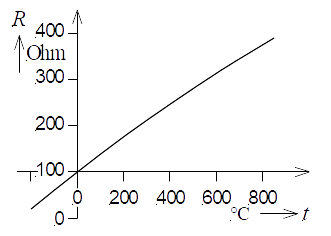
Courbe caractéristique du thermomètre à résistance PT100

Le thermomètre à résistance de platine est un dispositif (un type de thermistance) permettant de mesurer la température. Il repose sur le fait que la  résistance électrique du platine varie selon la température. Imaginé par W. Siemens dès 1861, le thermomètre à résistance de platine connait une amélioration décisive en 1888. En anglais, on parle généralement de sonde RTD pour resistance temperature detector.

## Fonction de transfert

### Thermomètre de qualité industrielle
La norme CEI 60751 encadre la production et l'usage des thermomètres à résistance de platine industriels. Elle exclut les thermomètres dont les incertitudes sont supérieures à 0,1 °C. En se fondant sur l'échelle internationale de température de 1990 (EIT-90), elle impose que le coefficient de température α, défini comme suit :
{\displaystyle \alpha =(R_{100}-R_{0})/(R_{0}\times 100^{\circ }{\text{C}})}
soit conventionnellement égal à α = 3,850 55 × 10−3 °C−1, où R100 est la résistance à t90 = 100 °C, R0 est la résistance à t90= 0 °C, et t90 indique des températures mesurées selon l'échelle EIT-90.
Pour respecter cette norme, la conversion de la résistance en température doit être effectuée en employant le tableau de valeur de référence fourni dans les tables de l'EIT-90. Ces tables proposent également une formulation mathématique pour la conversion, plus simple d'emploi mais générant une très légère erreur :
entre -200 °C et 0 °C : {\displaystyle R(t_{90})=R_{0}[1+At_{90}+Bt_{90}^{2}+C(t_{90}-100^{\circ }{\text{C}})t_{90}^{3}]}
entre 0 °C et 850 °C : {\displaystyle R(t_{90})=R_{0}[1+At_{90}+Bt_{90}^{2}]}
Avec :
- {\displaystyle A=3,9083\;10^{-3}{^{\circ }{\text{C}}}^{-1}} ;
- {\displaystyle B=-5,775\;10^{-7}{^{\circ }{\text{C}}}^{-2}} ;
- {\displaystyle C=-4,183\;10^{-12}{^{\circ }{\text{C}}}^{-4}}.

#### Tolérance
Il est improbable de fabriquer une sonde dont les caractéristiques collent parfaitement avec ce qu'impose la norme CEI 60751. Il existe donc des tolérances normalisées pour les sondes vendues. La norme définit cinq classes de tolérance en fonction de l'erreur admissible :
- classe B : erreur max = ± 0,30 °C + 0,0050 * | t90 |;
- classe A : = ± 0,15 °C + 0,0020 * | t90 | ;
- classe 1/3B : = ± 0,10 °C + 0,0016 * | t90 | ;
- classe 1/5B : = ± 0,05 °C + 0,0010 * | t90 | ;
- classe 1/10B : = ± 0,03 °C + 0,0005 * | t90 |.

### Thermomètre étalon (de précision)
Pour des mesures plus précises, il est préférable d'étalonner chaque sonde de température indépendamment. En effet, des phénomènes d'écrouissage ou d'oxydation deviennent alors significatifs et perturbent la conversion de la température.

## Modèles courants
La production des thermomètres à résistance de platine est standardisée, voire normalisée. La variété des produits du marché est donc limitée. En pratique, les thermomètres à résistance de platine se distinguent par la valeur de référence de leur résistance à la température {\displaystyle t_{90}} = 0 °C. Elles sont nommées Pt-X, Pt pour platine et X étant la valeur de référence de la résistance (en ohms). Par exemple, une sonde Pt-100 possède une résistance de 100 ohms à la température t90 de 0 °C. 

### Pt25
Cette sonde, dans sa configuration « longue tige », se présente comme une longue tige cylindrique creuse d'environ 50 cm gainée en quartz, et terminée par une calotte hémisphérique à son extrémité. Un élément sensible de 4 cm, conformé en double bobinage de platine très pur, constitue le capteur. Le thermomètre constitue une enceinte étanche, contenant une pression réduite d'oxygène, évitant ainsi de former de l'oxyde de platine susceptible de perturber la réponse de l'instrument. Un tel instrument permet, en montage 4 fils et relié à un pont de résistances de haute exactitude, de détecter des variations de températures de l'ordre de quelques dizaines de µK, en le mettant en œuvre dans des cellules points fixes de qualité métrologiques. On ne trouve actuellement que peu de fabricants de TRP 25 ohms : Tinsley, Rosemount, Hart Scientific et Chino en sont des exemples. La sensibilité d'une sonde Pt25 de haut niveau métrologique est typiquement de l'ordre de 0,4 Ω/°C.
Cependant, ce modèle de sonde TRP 25 ohms « longue tige » utilisé lors de mises en œuvre de points fixes (en particulier, au-dessus de 0 °C, consulter les textes de l'EIT-90 pour plus de précisions) se présente comme une tige en quartz (diamètre de 7 mm pour une longueur de 50 cm environ). Lors de sa mise en œuvre, la sonde de platine 25 ohms (Pt25) constitue cependant un véritable puits thermique et comme le capteur ne voit que sa propre température, il intègre également les pertes qu'il engendre.

### Pt100

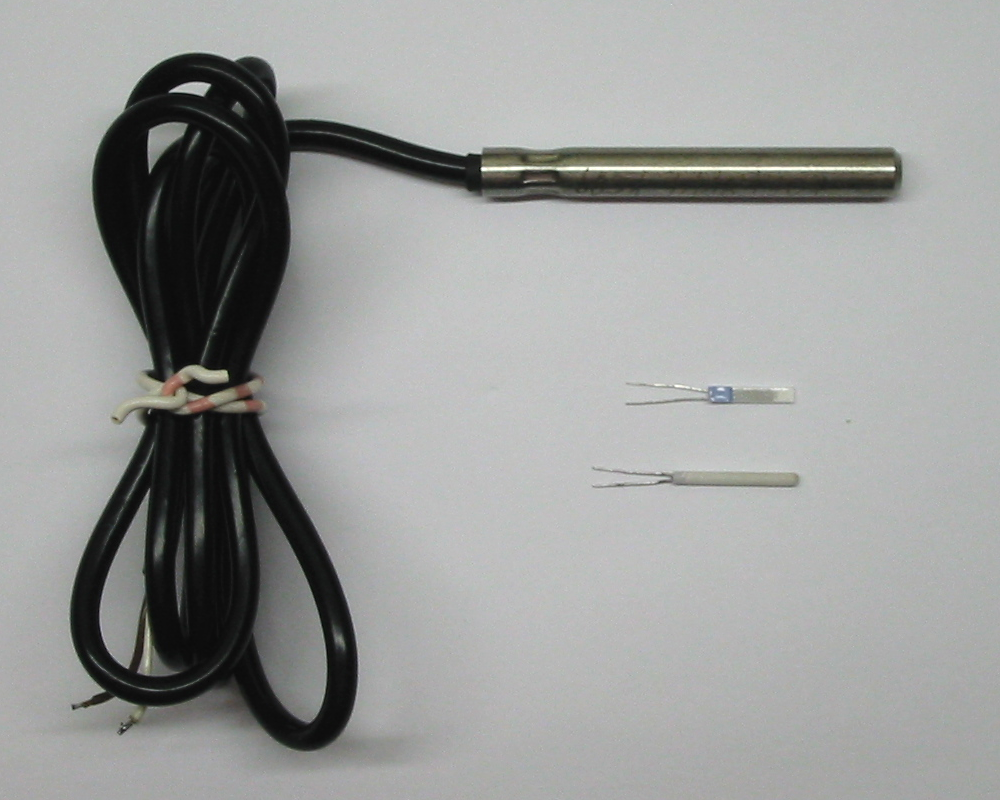
Capteurs de température PT100 (3 modèles différents)

C'est le modèle le plus couramment employé dans l'industrie[réf. souhaitée]. La Pt100 a pour valeur 100 Ω à 0 °C.

### Pt1000
Sa valeur élevée de résistance permet de limiter, pour une tension donnée, l'influence sur la température à mesurer de la dissipation thermique par effet Joule dans la résistance (auto-échauffement, voir ci-dessous). On peut ainsi travailler avec des courants de mesure nettement plus faibles.

## Confusion possible
Il ne faut pas confondre ce dispositif avec le thermocouple platine/platine rhodié, qui est un autre dispositif de mesure de température en platine, mais utilisant un autre phénomène physique.
Ce capteur, employé et défini comme instrument d'interpolation par les précédentes versions de l'EIT de 1927 à 1976 a d'ailleurs été totalement abandonné par l'EIT-90. Jusqu'à 1976, il constituait l'instrument d'interpolation à partir du point d'aluminium (660,323 °C) jusqu'au point d'argent (environ 962 °C). Il est à présent remplacé par le TRP "longue tige", Pt25, dans ce domaine de l'échelle.

## Technologie
Dès 1821, Humphry Davy (1778-1819) avait découvert que la résistance électrique des métaux dépend d'une manière déterminée de la température : « Le résultat le plus remarquable que j'ai obtenu (...) était que la puissance conductrice des corps métalliques varie avec la température, et diminue, en proportion quasi-inverse, avec la température. Ainsi un fil de platine de 1/220e de pouce de diamètre, et long de 3 pouces, lorsqu'on le refroidit dans un bain d'huile, parvient à décharger deux piles, ou vingt paires de couples ; mais lorsqu'on le chauffe par contact avec l'air, il suffit à peine à décharger une pile. » En 1861, Werner von Siemens (1816-1892) reprit cette observation pour mettre au point un thermomètre à résistance de platine  : un fil de platine, recouvert de plusieurs films de soie, était enroulé autour d'un bâtonnet, et l'ensemble était isolé par un enrobage de caoutchouc ; mais lorsqu'en 1871 Lord Kelvin et James Clerk Maxwell vérifièrent cet instrument, ils découvrirent que sa résistance était sujette à une hystérésis de chauffage-refroidissement ; et qu'au bout de quelques mois, sa dérive était trop importante. L'Anglais Callendar améliora en 1886 le thermomètre de Siemens : il permettait à présent de mesurer les températures de −190 °C à 660 °C avec une précision de 1% de l'étendue de mesure.  
Les versions modernes de cette sonde, miniaturisée, bénéficient d'un platine purifié, qui améliore encore sa précision. En injectant un courant constant et continu, il suffit alors de mesurer la tension, qui, étant proportionnelle à la résistance, donne une mesure de la température cherchée. Toutefois, et en vertu de l'effet Joule, l'injection d'un courant de mesure dans l'élément sensible de platine conduit à son auto-échauffement. Cette élévation de la température, inhérente au passage du courant dans le capteur, conduit à une erreur systématique sur la mesure. Pour corriger cette erreur, il s'agit, lors d'un étalonnage au point-fixe, de connaître la valeur de la résistance électrique de l'élément sensible pour un courant (normal) de 1 mA, puis à 1,414 mA. De ces deux points de mesure une extrapolation de la résistance électrique du platine à courant nul, synonyme d'une mesure idéale sans auto-échauffement, peut être déterminée.  
Pour une Pt25, le moindre choc thermique ou mécanique peut engendrer une dérive importante de l'instrument. Une attention particulière de l'expérimentateur est donc requise.
Pour les faibles valeurs (Pt25, Pt100), on utilise plutôt du fil de platine enroulé. Pour les valeurs élevées (Pt100, Pt1000) et les dispositifs de petite taille, on dépose plutôt un méandre de platine sous forme de couche sur un substrat en céramique.